# Kiss József (történész)
Kiss József (Nagykapos, 1944. április 28. – Pozsony, 2013. szeptember 3.) történész, publicista.

## Élete
1961-ben Nagykaposon érettségizett, majd 1967-ben a pozsonyi Comenius Egyetemen szerzett levéltárosi oklevelet. 1978-tól a történelemtudomány kandidátusa.
1969-ben a Csemadok levéltárosa, 1970–1986 között a Párttörténeti Intézet munkatársa, 1986–1990 között pedig az Új Szó főszerkesztője, majd 1995-ig szerkesztője. 1996-tól a Szlovák Tudományos Akadémia Politológiai Kabinetjének, 2000-től Politikatudományi Intézetének munkatársa. Kutatási területe Csehszlovákia 20. századi története.

## Díjak
- Fábry-díj (2004)

## Művei
- 1978 Major István (életrajz; szlovákul 1979)
- Múltfaggatás és kisebbségi önértéktudat; Kalligram, Pozsony, 1996
- Kötődések és távlatok. Cikkek, esszék, tanulmányok; Nap, Dunaszerdahely, 2002
- Irodalom – társadalmi-politikai erőtérben; Nap, Dunaszerdahely, 2004